# Cyanallagma tepuianum
Cyanallagma tepuianum är en trollsländeart som beskrevs av De Marmels 1997. Cyanallagma tepuianum ingår i släktet Cyanallagma och familjen dammflicksländor. Inga underarter finns listade i Catalogue of Life.